# Len Goodman
Leonard Gordon "Len" Goodman (Bromley, Kent, 25 de abril de 1944 - 22 de abril de 2023) fue un bailarín profesional de baile de salón, coreógrafo, juez de baile, entrenador y presentador de televisión británico.
Conocido por su desempeño como juez en los programas de baile Strictly Come Dancing y Dancing with the Stars. También dirigía una escuela de baile de salón en Dartford, Kent.

## Primeros años
Goodman nació en Bethnal Green, Londres. Su nacimiento fue registrado en Bromley, Kent, hijo de Leonard Gordon Goodman, un electricista, y de Louisa Adelaide. Uno de sus tatarabuelos maternos era un inmigrante polaco.
Goodman se trasladó a Blackfen cuando tenía seis años y asistió a la Escuela Secundaria Moderna de Westwood donde fue miembro del equipo de cricket. Comenzó a bailar a la edad de 19 años, después de un corto período de tiempo como aprendiz de soldador para Harland and Wolff en Woolwich. 
Se convirtió en profesional, ganando varias competencias, y se retiró de baile después de ganar el Campeonato Británico en Blackpool en sus últimos 20 años. Goodman es un beneficiario del Carl Alan Award, en reconocimiento a las contribuciones destacadas al mundo del baile y, en 2006 y 2007, fue nominado para el premio Emmy en la categoría de Outstanding Reality/Competition Program.

## Carrera

### Strictly Come Dancing
Desde que Strictly Come Dancing comenzó en el Reino Unido en 2004, Goodman apareció como el juez principal en la competencia de baile para BBC One, en todas las series del programa y a partir de la serie de 2016, Goodman apareció en el panel con Darcey Bussell, Bruno Tonioli y Craig Revel Horwood. Sin embargo, en julio de 2016, Goodman anunció que dejaría el programa al final de la serie de ese año. Su última aparición fue en el especial de Navidad del programa. El 9 de mayo de 2017, se anunció que Shirley Ballas reemplazaría a Goodman como juez principal.

### Dancing with the Stars
Fue el juez principal en la adaptación estadounidense  de Strictly Come Dancing, Dancing with the Stars, apareciendo en todas las temporadas del programa desde 2005 con Carrie Ann Inaba, Bruno Tonioli, y desde 2014, Julianne Hough. Dejó el programa para la temporada 21, pero regresó para la temporada 22.

### Otros trabajos televisivos
Del 30 de marzo al 9 de abril de 2012, organizó un documental de tres partes de la BBC One que fue transmitido en los Estados Unidos por PBS para el 100 aniversario del viaje y el hundimiento del RMS Titanic. Aprovechó su experiencia como soldador en Harland y Wolff. Entrevistó a descendientes de sobrevivientes y presentó a los espectadores monumentos y sitios significativos en el Reino Unido.

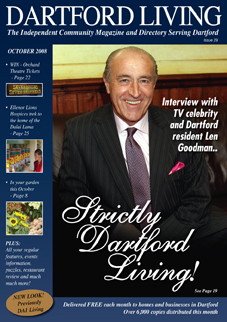
Len Goodman en la portada de Dartford Living, octubre de 2008.

En 2013, Goodman presentó el programa de la BBC Four Len Goodman's Dance Band Days. El también presentó Len Goodman's Perfect Christmas en el Boxing Day en BBC One.
En agosto de 2014, fue uno de los varios rostros conocidos que participaron en la serie documental de dos partes de ITV, Secrets from the Clink.
En noviembre y diciembre de 2013, Goodman y Lucy Worsley presentaron el programa de la BBC Four en tres partes Dancing Cheek to Cheek.
En octubre de 2014, presentó el programa de la BBC One, Holiday of My Lifetime. El espectáculo volvió para una segunda temporada en febrero de 2016, donde fue presentado con Dan Walker, Carol Kirkwood, y muchos más. 
En noviembre de 2015, Len y el chef Ainsley Harriott presentaron la serie de BBC, Len and Ainsley's Big Food Adventure, una serie de 10 partes que exploran la cocina mundial en Inglaterra y Gales.

### Radio
En 2013, 2014, y de nuevo en 2016, Goodman presentó un programa de música el domingo por la noche en BBC Radio 2 durante las semanas de descansó de Paul O'Grady. Goodman tocó música con la que creció, sobre todo de una naturaleza fácil, junto con recuerdos hablados de su vida y su familia.

### Otros trabajos
En 2006, apareció en una versión de todos los canto/baile del Weakest Link y venció a Stacey Haynes en la final para ganar el premio de £8050 para caridad. Goodman ha aparecido en los anuncios de supermercados de alimentos congelados Farmfoods con su eslogan «Obtiene un diez de Len».

## Vida personal
El primer matrimonio de Goodman fue con su pareja de baile, Cherry Kingston, tras su divorcio tuvo una relación a largo plazo con una mujer nombrada Lesley de la que  escribió, «decidió renunciar a la enfermería y vivir conmigo y me ayudó a dirigir la escuela de baile –fue genial, porque estaba lleno de ideas–. Las cosas rodaron bastante bien durante un año hasta que de repente Lesley dejó caer la bomba. ¡Ella está embarazada!» Goodman tenía 36 años en este momento. Sobre Lesley, él escribió, era la exesposa de «un tipo llamado Wilf Pine que había manejado el grupo Black Sabbath. Lesley y Wilf se casaron en Connecticut...».
El hijo de Goodman y Lesley, James William Goodman nació el 26 de enero de 1981. A los 12 años se mudó con su madre a la Isla de Wight después de que Lesley y Goodman rompieran. A partir de 2012, James enseña bailes latinos y de salón en el Goodman Dance Center de su padre.
El 30 de diciembre de 2012, Goodman se casó con su compañera de más de diez años, Sue Barrett, una profesora de baile de 47 años de edad, en una pequeña ceremonia en un club de comedor de Londres, Mosimann.
Goodman era fanático de West Ham United Y se presentó en el show de BBC football, Football Focus el 26 de septiembre de 2009. También era un fanático del cricket, y en 2009, participó en el Ashes cricket game.
Goodman fue diagnosticado con cáncer de próstata en marzo de 2009, que fue tratado quirúrgicamente en un hospital de Londres.

### Familia
En octubre de 2011, Goodman apareció en el programa de la BBC Who Do You Think You Are? En el que descubrió que uno de sus antepasados maternos era un tejedor de seda que murió como mendigo en la workhouse de Bethnal Green. El bisabuelo de Goodman, Wincenty Sosnowski, llegó desde Polonia, donde luchó en el antizarista Levantamiento de Noviembre, por el que fue galardonado con Virtuti Militari, la más alta decoración militar de Polonia por heroísmo y coraje.

## Trabajos televisivos
- Strictly Come Dancing (2004–2016)
- Dancing with the Stars Estados Unidos (2005–2023)
- Titanic con Len Goodman (2012)
- Len Goodman's Dance Band Days (2013)
- Len Goodman's Perfect Christmas (2013)
- Dancing Cheek to Cheek (2013)
- Secrets from the Clink (2014)
- Holiday of My Lifetime (2014–presente)
- Len and Ainsley's Big Food Adventure (2015)
- Strictly Len Goodman (2016)[31]
- Partners In Rhyme (2017)

## Publicaciones
- Smith, Rupert (2005) Strictly Come Dancing; consultante de baile: Len Goodman. London: BBC Books ISBN 0-563-52293-3